# زین‌الدینی (قصرقند)
زین‌الدینی، روستایی در دهستان هیت بخش مرکزی شهرستان قصرقند در استان سیستان و بلوچستان ایران است.

## جمعیت
بر پایه سرشماری عمومی نفوس و مسکن در سال ۱۳۹۵، جمعیت این روستا برابر با ۴۵۴ نفر (۱۳۴ خانوار) بوده‌است.